# Franciszków (powiat świdnicki)
Franciszków – kolonia w Polsce położona w województwie lubelskim, w powiecie świdnickim, w gminie Mełgiew. Franciszków powoli staje się osiedlem.
W latach 1975–1998 miejscowość należała administracyjnie do województwa lubelskiego.
Kolonia jest sołectwem w gminie Mełgiew. Według Narodowego Spisu Powszechnego z roku 2011 kolonia liczyła 1100 mieszkańców.
Franciszków stopniowo przekształca się w podmiejskie osiedle Świdnika, z narastającą zabudową jednorodzinną.
| Lista ulic Franciszkowa |
| --- |
| - Akacjowa - Chabrowa - Działkowa - Fiołkowa - Głogowa - Lipowa - Lubelska - Pogodna - Rumiankowa - Różana - Spokojna - Szeroka - Szkolna - Szkółkarska - Świerkowa |

## Historia
Kolonia Franciszków powstała przed I wojną światową. W 1912 roku w ówczesnych gazetach ogłoszono sprzedaż części zadłużonego majątku Tadeusza Grodzickiego, dziedzica dóbr krępieckich. Na działki podzielono 473 morgi (morga to około 56 arów). Początkowo było 32 chętnych, z powiatów: puławskiego, opolskiego, chełmskiego, lubelskiego. Były to, między innymi rodziny: Zawadzkich, Besztaków, Buciorów, Deców, Szewczyków, Pydów, Piątków. Początkowo mieszkali w dworskich stodołach, ale w ciągu trzech lat wybudowali swoje domy. Powstała też pierwsza szkoła, która mieściła się naprzeciwko gospodarstwa państwa Królików. Po wybudowaniu szkoły powstał wiejski sklepik, a także zlewnia mleka. W latach 50. wybudowano tu baraki dla pracowników zakładu WSK. W barakowym osiedlu powstał nawet bar.
W związku z reorganizacją administracji wiejskiej jesienią 1954, główna część gromady Franciszków weszła 5 października 1954 w skład nowo utworzonej gromady Krępiec, natomiast część Franciszkowa włączono do gromady Adampol, którą 13 listopada 1954 przekształcono w miasto Świdnik. W związku z tym ta część Franciszkowa stała się integralną częścią miasta Świdnika.